# Samuel Girard (patinage de vitesse)
Pour les articles homonymes, voir Samuel Girard et Girard.
Samuel Girard, né le 26 juin 1996 à Chicoutimi (Canada), est un patineur de vitesse sur piste courte canadien.

## Biographie
Il est en couple avec sa coéquipière Kasandra Bradette.

## Carrière
Girard arrive deuxième au 1000 mètres aux championnats du monde de 2016, et fait partie de l'équipe de relais qui termine en deuxième place au 5000 mètres.
Aux championnats du monde de 2017, à Rotterdam, il remporte une médaille d'argent au 1500 mètres et arrive troisième au classement général.
Il remporte toutes les distances des qualifications nationales aux épreuves de patinage de vitesse sur piste courte aux Jeux olympiques de 2018. À la première manche de la coupe du monde de patinage de vitesse sur piste courte 2017-2018, il arrive cinquième au 500 mètres, remportant la finale B devant Dylan Hoogerwerf, et neuvième au 1500 mètres, remportant la finale B devant le Chinois Han Tianyu. En octobre 2017, Girard remporte le 500 mètres à la coupe du monde de Dordrecht. Il prend la médaille d'argent au 1000 mètres, derrière Sjinkie Knegt. Pendant la saison 2017, il fait partie de l'équipe canadienne du 5000 mètres relais aux côtés de Charle Cournoyer, Pascal Dion et Charles Hamelin. L'équipe remporte trois des quatre manches de la saison.
Régulièrement comparé à Charles Hamelin dans la presse nationale, il répond : « Je ne suis pas le nouveau Charles Hamelin. Je serai Samuel Girard, et ça sera ma carrière. Je veux suivre les traces de Charles, et c'est vraiment inspirant de patiner avec lui ».
Il remporte la médaille d'or du 1 000 mètres hommes aux Jeux olympiques de 2018.
Le 24 mai 2019, il annonça sa retraite du monde du patinage de vitesse sur courte piste.  